# Gouvernement jurassien
Le Gouvernement jurassien est le gouvernement cantonal du canton du Jura en Suisse. 

## Composition
Le gouvernement comprend cinq départements dirigés par des ministres élus au suffrage universel pour cinq ans depuis 2010, contre quatre précédemment.
Le président du collège, qui change chaque année, est élu par le Parlement. 

### 2021-2025
- Nathalie Barthoulot (PS), département de l'intérieur. Présidente en 2021[2]

- Martial Courtet (Le Centre), département de la formation et de la culture
- David Eray (PCSI), département de l'environnement. Président en 2022[3]
- Jacques Gerber (PLR), département de l'économie et de la santé. Président en 2023[4]. Remplacé en 2025 par Stéphane Theurillat (Le Centre)
- Rosalie Beuret Siess (PS), département des finances. Présidente en 2024[5]

### 2016-2020
- Nathalie Barthoulot (PS), département de l'intérieur. Présidente en 2017[6]
- Martial Courtet (PDC), département de la formation et de la culture. Président en 2020[7]
- David Eray (PCSI), département de l'environnement. Président en 2018[8]
- Jacques Gerber (PLR), département de l'économie et de la santé. Président en 2019[9]
- Charles Juillard (PDC), département des finances. Président et 2016[10]. Remplacé en 2019 par Rosalie Beuret Siess (PS)

### 2011-2015
- Élisabeth Baume-Schneider, (PS), département de la formation, de la culture et des sports. Présidente en 2012[11]
- Charles Juillard, (PDC), département des finances. Président en 2014[12]
- Michel Probst, (PLR), département de l'économie et de la coopération. Président en 2013[13]
- Philippe Receveur, (PDC), département de l'environnement et de l'équipement. Président en 2011[14]
- Michel Thentz, (PS), département de la santé, des affaires sociales, du personnel et des communes

### 2007-2010
- Élisabeth Baume-Schneider, (PS), département de la formation, de la culture et des sports
- Charles Juillard, (PDC), département des finances
- Michel Probst, (PLR), département de l'économie et de la coopération
- Philippe Receveur, (PDC),  département de la santé, des affaires sociales et des ressources humaines
- Laurent Schaffter (PCSI), département de l'environnement et de l'équipement

### 2003-2006
- Élisabeth Baume-Schneider, (PS), département de l'éducation
- Claude Hêche (PS), département de la santé et des affaires sociales
- Jean-François Roth (PDC), département de l'économie et de la coopération
- Laurent Schaffter (PCSI), département de l'environnement et de l'équipement
- Gérald Schaller (PDC), département de la justice et des finances

### 1995-2002
- Claude Hêche (PS), département de la santé, des affaires sociales et de la police
- Pierre Kohler (PDC), département de l'environnement et de l'équipement
- Jean-François Roth (PDC), département de l'économie et de la coopération
- Anita Rion (PLR), département de l'éducation
- Gérald Schaller (PDC), département de la justice et des finances

### 1987-1994
- Jean-Pierre Beuret (PCSI), département de l'économie publique, puis département de l'économie à partir de 1991
- Pierre Boillat (PDC), département de la justice et de l'intérieur, puis département de la justice, de la santé et des affaires sociales à partir de 1991
- Gaston Brahier (PLR), département de l'éducation et des affaires sociales, puis département de l'éducation à partir de 1991. Remplacé en octobre 1993 par Odile Montavon (CS)
- François Lachat (PDC), département de la coopération, des finances et de la police
- François Mertenat (PS), département de l'environnement et de l'équipement. Remplacé en octobre 1993 par Pierre Kohler (PDC)

### 1979-1986
- Jean-Pierre Beuret (PCSI), département de l'économie publique
- Pierre Boillat (PDC), département de la justice et de l'intérieur
- Roger Jardin (PRR), département de l'éducation et des affaires sociales
- François Lachat (PDC), département de la coopération, des finances et de la police
- François Mertenat (PS), département de l'environnement et de l'équipement